# بو المكفيست
بو غونار المكفيست (5 مايو 1931 - 9 نوفمبر 2013) كان أكاديميًا وفلكلوريًا سويديًا.

## الحياة المُبكرة
ولد بو غونار في 5 مايو 1931 في إدسجاتان، وهو مجتمع صغير في ألستر، وهي منطقة زراعية في مقاطعة فارملاند، السويد، وهي منطقة تشتهر بعاداتها وتقاليدها القديمة. كان الطفل الأصغر، وُلِد بعد أحد عشر عامًا من إخوته، في أسرة مكونة من ولدين وثلاث بنات لأوسكار المكفيست، وهو حامي الأرض Landfiskal، وهو عمليًا مشرف شرطة المنطقة الريفية، وهولدا المكفيست (ابنة ريدبيرغ). توفي أوسكار المكفيست عندما كان بو في الرابعة عشرة من عمره وانتقلت الأم والابن إلى بلدة كارلستاد، حيث التحق بالمدرسة الثانوية المحلية في كارلستاد لاروفرك. عملت هولدا لبعض الوقت في التجارة الخاصة بعائلتها. كان لديها مخزون رائع من الأمثال التقليدية لاستخدامها في أي مناسبة، ومعرفتها بحرف الحياة الشعبية وعادات التقويم عمقت اهتمام ابنها بالطرق الشعبية والثقافة الشفوية لمنطقته الأصلية.